# Olga Kiuila
Olga Kiuila – polska ekonomistka, doktor habilitowany nauk ekonomicznych, profesor na Uniwersytecie Warszawskim, specjalistka od ekonomii ochrony środowiska oraz mikroekonomii.

## Kariera naukowa
W 1996 roku na Uniwersytecie Warszawskim uzyskała tytuł magistra ekonomii. W 2000 roku na Wydziale Nauk Ekonomicznych tej samej uczelni uzyskała stopień doktora nauk ekonomicznych na podstawie rozprawy pt. Badanie kosztów dostosowywania polskiej gospodarki do „Drugiego protokołu siarkowego”. Model równowagi ogólnej, której promotorem był Tomasz Żylicz. W 2001 roku została zatrudniona na tejże uczelni, a w 2014 roku uzyskała na jej Wydziale Nauk Ekonomicznych stopień doktora habilitowanego nauk ekonomicznych na podstawie pracy pt. Szacowanie kosztów redukcji zanieczyszczeń powietrza z wykorzystaniem obliczeniowych modeli równowagi ogólnej.